# Abaucourt
Abaucourt – miejscowość i gmina we Francji, w regionie Grand Est, w departamencie Meurthe-et-Moselle. Jej burmistrzem jest Christophe Fieutelot.
Według danych na rok 1990 gminę zamieszkiwały 273 osoby, a gęstość zaludnienia wynosiła 35 osób/km² (wśród 2335 gmin Lotaryngii Abaucourt plasuje się na 776. miejscu pod względem liczby ludności, natomiast pod względem powierzchni na miejscu 763).